# Journal amusant
Journal amusant – francuski tygodnik satyryczny, wydawany od 1856 do 1933 roku. Został założony przez karykaturzystę, dziennikarza i wydawcę Charlesa Philipona.
Jego bezpośrednim poprzednikiem był „Journal pour rire”, który Philipon założył w 1849 roku. W 1856 roku zastąpił go „Journal amusant”.  Pierwotny format „Journal amusant” miał 8 stron i składał się głównie z rysunków i karykatur satyrycznych w kontekście społecznym. Charakteryzował się lżejszym tonem niż „Le Charivari” (również założony przez Philipona), a jego treść redakcyjna była w dużej mierze skupiona na teatrze i modzie, a nie na polityce.
Po śmierci Charlesa Philipona w 1862 roku dziennik był zarządzany przez jego syna Eugène, aż do jego śmierci w 1874 roku. Potem stanowisko redaktora naczelnego objął Pierre Véron. W 1899 roku, krótko przed odejściem Vérona, format pisma zmieniono na 16 stron z kolorową stroną tytułową. Publikacja czasopisma ustała podczas I wojny światowej i wznowiono ją w maju 1919 r. Ostatni numer „Journal amusant” ukazał się w 1933 r., A jego tytuł brzmiał: „Le journal amusant et Gai Paris réunis”, odzwierciedlający przejęcie czasopisma przez „Gai Paris” w 1931 r.

## Współtwórcy

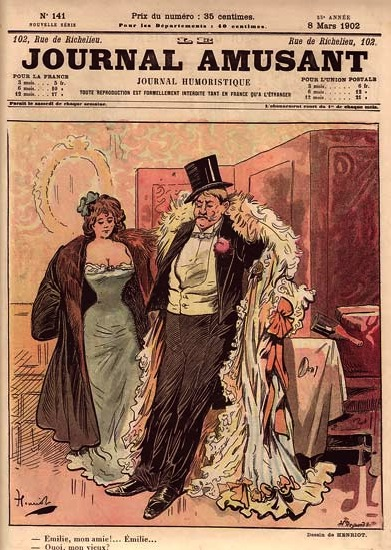
Strona tytułowa, 8 marca 1902 r.

Artyści, którzy przyczynili się do powstania „Journal amusant”, to:
- Draner
- André Gill
- Alfred Grévin
- Paul Hadol
- Pierre-Georges Jeanniot
- Nadar
- Gaston Noury
- Henri Pille
- Albert Robida
- Sacha Zaliouk